# Hamowanie rekuperacyjne
Hamowanie rekuperacyjne (hamowanie odzyskowe, hamowanie elektrodynamiczne z odzyskiem energii, KERS – z ang. kinetic energy recovery system) – mechanizm służący do odzyskiwania traconej podczas hamowania energii kinetycznej i zamiany jej na energię elektryczną zamiast cieplnej (która w tym przypadku jest nieużyteczna). System poprawia sprawność energetyczną pojazdu.
Pierwotnie stosowany w elektrycznych pojazdach trakcyjnych. Przy zastosowaniu tego systemu, podczas hamowania silniki elektryczne działają jak prądnice. Wytworzony przez nie prąd elektryczny może być wykorzystany na kilka sposobów:
- Pierwszym sposobem jest akumulacja energii bezpośrednio w pojeździe, a następnie wykorzystanie jej przy następnym rozruchu. Zaletą tej metody jest brak strat energii związanych z jej przesyłem, natomiast wadą konieczność zwiększenia masy pojazdu o urządzenia przechowujące energię. W praktyce energia hamującego pojazdu używana jest do rozpędzenia koła zamachowego, które podczas przyspieszania pojazdu służy jako źródło napędu lub jako napęd wspomagający
- Drugim sposobem jest przekazanie energii przez sieć trakcyjną i jej wykorzystanie przez inne pojazdy trakcyjne znajdujące się na danym odcinku. Odzyskiwana energia może być również magazynowana w podstacjach zasilających.

## Zastosowanie

### Samochody osobowe
Wraz z pojawieniem się Audi A4 E producent zamontował po raz pierwszy KERS w samochodzie osobowym. Energia odzyskana z hamowania jest w tym przypadku wykorzystana do doładowania akumulatora i zasilania odbiorników energii elektrycznej pojazdu, czym zmniejsza obciążenie silnika przez alternator, co ma wpływ na obniżenie zużycia paliwa.

### Samochody Formuły 1
KERS jest stosowany w bolidach Formuły 1 od sezonu 2009, z przerwą w sezonie 2010.
W sezonie 2014 zastosowano nowe jednostki napędowe – V6 turbo o pojemności 1,6 l oraz mocy około 600 KM. Dla porównania wolnossące V8, które były stosowane w latach 2006–2013, generowały moc w granicach 750 KM. Wprowadzony został także limit przepływu paliwa – 100 kg/h, co nie pozwala silnikom osiągać możliwych dla nich chwilowych mocy na poziomie blisko 2000 KM. W celu zrekompensowania niedostatku mocy wprowadzono rozbudowany system KERS pod nazwą ERS (energy recovery system), który dostarcza dodatkowe 160 KM przez około 33 sekundy na okrążeniu. Dla porównania zwykły KERS generuje dodatkowe 80 KM przez mniej niż 7 sekund.
System ERS składa się z kilku ważnych elementów. MGU-K (z ang. motor generator unit – kinetic), inaczej generator/silnik do odzyskiwania energii kinetycznej podczas hamowania, MGU-H (ang. motor generator unit – heat) – generator/silnik do odzyskiwania energii z ciepła gazów wydechowych, a także z najcięższego elementu - ogniw akumulatorów stanowiących magazyn energii, a także skomplikowanego układu sterowania.
Duży wzrost osiągów dzięki MGU-H (brak ograniczeń przepływu energii) spowodował konieczność przebudowy układu hamulcowego. Zespoły otrzymały możliwość zastosowania elektronicznego sterowania tym układem, tzw. brake by wire (elektroniczna kontrola tylnej części układu hamulcowego). Ma on za zadanie pomóc ustabilizować proces hamowania i zmaksymalizować efektywność odzyskiwania energii. Dzięki temu bolidy są stabilniejsze na dohamowaniach, a kierowcy mogą je maksymalnie opóźniać, co zwiększa atrakcyjność manewrów wyprzedzania w wyścigach.